# Lygrus becvari
Lygrus becvari är en skalbaggsart som beskrevs av Gianfranco Sama 1999. Lygrus becvari ingår i släktet Lygrus och familjen långhorningar.
Artens utbredningsområde är Israel. Inga underarter finns listade i Catalogue of Life.